# MT Melsungen
MT Melsungen es un club de balonmano de la localidad de Kassel, Alemania.
El Melsungen compite en la 1.ª División de la Bundesliga alemana de balonmano al igual que en la Copa Alemana de Balonmano.

## Plantilla 2024-25
|  | Porteros - 01 Adam Morawski - 16 Nebojša Simić Extremos izquierdos - 07 David Mandić - 18 Florian Drosten - 83 Ian Barrufet Extremos derechos - 02 Leon Stehl - 11 Dimitri Ignatow - 73 Timo Kastening Pívots - 08 Adrián Sipos - 13 Rogério Moraes Ferreira - 21 Arnar Freyr Arnarsson | Laterales izquierdos - 19 Elvar Örn Jónsson - 24 Alexandre Cavalcanti - 26 Tom Wolf - 33 Aaron Mensing Centrales - 06 Erik Balenciaga - 71 Mohamed Darmoul Laterales derechos - 04 Nikolaj Enderleit - 10 Dainis Krištopāns |

## Sitio oficial
- Sitio Oficial del MT Melsungen (en alemán)

- Datos: Q656923
- Multimedia: MT Melsungen / Q656923